# 1974 QF
1974 QF är en asteroid i huvudbältet som upptäcktes den 16 augusti 1974 av Félix Aguilar-observatoriet.